# Philoscina insularis
Philoscina insularis är en kräftdjursart som beskrevs av Franco Ferrara och Stefano Taiti1985. Philoscina insularis ingår i släktet Philoscina och familjen Philosciidae. Inga underarter finns listade i Catalogue of Life.